# R jako rodina
R jako rodina (v anglickém originále F Is for Family) je americký animovaný sitcom pro dospělé vytvořený Billem Burrem a Michaelem Pricem pro Netflix. Seriál, který produkují společnosti Gaumont International Television a Vince Vaughnova Wild West Television, sleduje dysfunkční příměstskou irsko-americkou rodinu a je zasazena na začátku poloviny 70. let. První řada měla premiéru 18. prosince 2015.
16. dubna 2016 byl seriál obnoven pro druhou řadu, která měla premiéru 30. května 2017. 28. června 2017 byl seriál prodloužen o třetí řadu, která měla premiéru 30. listopadu 2018. 24. ledna 2019 bylo oznámeno, že Netflix objednal čtvrtou řadu seriálu, která měla premiéru 12. června 2020.

## Obsazení

### Hlavní postavy
- Bill Burr jako Francis X. „Frank“ Murphy: 39letý rozčarovaný, krátkozraký veterán z Korejské války a otec tři dětí
  - Burr také dabuje otce Pata
- Laura Dernová jako Susan „Sue“ Murphyová (roz. Chilsonsová): 36letá podnikatelka, Frankova manželka a matka tři dětí
- Justin Long jako Kevin Murphy: Frankův patnáctiletý syn, mladistvý delikvent a kytarista rockové kapely
  - Long také dabuje Charlese „Chucka“ Sawitzkiho a Phinease
- Sam Rockwell jako Victor „Vic“ Reynolds: Frankův 30letý bohatý soused a sukničkář
- Haley Reinhart jako William „Bill“ Murphy: Frankův dvanáctiletý prostřední syn, kterého šikanuje jeden tyran
- Debi Derryberry jako Maureen Murphyová: devítileté nejmladší dítě a jediná dcera Franka a Sue Murphyových
  - Derryberry také dabuje postavy: Phillip Pope John XXIII Bonfiglio; Kenny, Bridget South Tenth Street Bridge Fitzsimmonsová a další
- Jonathan Banks jako William „Big Bill“ Murphy: Frankův otec (čtvrtá řada)

### Další postavy
- Trevor Devall dabuje různé postavy: Red; Craig „Bolo“ Chirumbolo; pan Goomer; Otto Holtenwasser a další
- Mo Collins dabuje různé postavy: James „Jimmy“ Fitzsimmons; Vivian Saundersová; Brandy Dunbartonová; Claire; Ben a další
- Phil Hendrie dabuje různé postavy: James „Jim“ Jeffords; Reid Harrison; Hobo Jojo (od třetí řady); pan Durkin (od třetí řady) a další

### Vedlejší postavy
- Kevin Michael Richardson jako Chauncey „Rosie“ Roosevelt a další
- David Koechner jako Robert „Bob Pogo“ Pogrohvich
- Kevin Farley jako Babe Bonfiglio; Carl a další
- Joe Buck jako Louis „Snub Nose Louie“ Gagliardi a další
- Gary Cole jako Roger Dunbarton (řady 1-2)
- John DiMaggio jako Scoop Dunbarton (druhá řada)
- Jessica DiCicco jako „holička“ (druhá řada)
- Allison Janney jako Henrietta Van Horne (řady 2-3)
- T.J. Miller jako Randall „Randy“ (řady 2-3)
- Michael K. Williams jako Smokey Greenwood (od druhé řady)
- Josh Adam Meyers jako „Howlin'“ Hank Howland (od druhé řady)
- Vince Vaughn jako Chester „Chet“ Stevenson (třetí řada)
- Jamie Denbo jako Marie Bonfiglio (od třetí řady)
- Al Ducharme jako Anthony Bonfiglio (od třetí řady)
- Eileen Fogarty jako Evelyn (od třetí řady)
  - Fogarty také dabuje postavu Nguyen-Nguyen Stevensonová

### Hostující postavy
- Kurtwood Smith jako Stan Chilsons: Suein otec
- Carol Kaneová jako paní Chilsonsová: Sueina matka

## Seznam dílů

### První řada (2015)
| Č. v seriálu | Č. v řadě | Původní název            | Český název               | Režie            | Scénář                                                 | Premiéra na Netflixu |
| ------------ | --------- | ------------------------ | ------------------------- | ---------------- | ------------------------------------------------------ | -------------------- |
| 1            | 1         | The Bleedin' in Sweden   | Ve Švédsku to nejde       | Benjamin Marsaud | námět: Bill Burr a Michael Price scénář: Michael Price | 18. prosince 2015    |
| 2            | 2         | Saturday Bloody Saturday | Pitomá sobota             | Laurent Nicolas  | David Richardson                                       | 18. prosince 2015    |
| 3            | 3         | The Trough               | Temná princezna           | Bod obratu       | Michael Price                                          | 18. prosince 2015    |
| 4            | 4         | 'F' is for Halloween     | „F“ jako Halloween        | Laurent Nicolas  | Tom Gianas                                             | 18. prosince 2015    |
| 5            | 5         | Bill Murphy's Day Off    | Bill Murphy si vzal volno | Benjamin Marsaud | Emily Towers                                           | 18. prosince 2015    |
| 6            | 6         | O Holy Moly Night        | Svatá blbá noc            | Laurent Nicolas  | David Richardson                                       | 18. prosince 2015    |

### Druhá řada (2017)
| Č. v seriálu | Č. v řadě | Původní název      | Český název       | Režie                                           | Scénář                        | Premiéra na Netflixu |
| ------------ | --------- | ------------------ | ----------------- | ----------------------------------------------- | ----------------------------- | -------------------- |
| 7            | 1         | Heavy Sledding     | Jde se sáňkovat   | Romain Bounoure a Olivier Schramm               | Michael Price                 | 30. května 2017      |
| 8            | 2         | A Girl Named Sue   | Holka jménem Sue  | Romain Bounoure a Olivier Schramm               | David Richardson              | 30. května 2017      |
| 9            | 3         | The Liar's Club    | Klub lhářů        | Romain Bounoure a Olivier Schramm               | Bill Burr                     | 30. května 2017      |
| 10           | 4         | Night Shift        | Noční směna       | Romain Bounoure a Olivier Schramm               | Emily Towers                  | 30. května 2017      |
| 11           | 5         | Breaking Bill      | Bill v koncích    | Romain Bounoure a Olivier Schramm               | Joe Heslinga                  | 30. května 2017      |
| 12           | 6         | This is Not Good   | To není dobrý     | Romain Bounoure, Olivier Schramm a Mike Roberts | Henry Gammill                 | 30. května 2017      |
| 13           | 7         | Fight Night        | To je zase noc    | Romain Bounoure, Olivier Schramm a Mike Roberts | Eric Goldberg a Peter Tibbals | 30. května 2017      |
| 14           | 8         | F is for Fixing It | To spravíme       | Romain Bounoure, Olivier Schramm a Mike Roberts | Valeri Vaughn                 | 30. května 2017      |
| 15           | 9         | Pray Away          | Modlení           | Romain Bounoure, Olivier Schramm a Mike Roberts | Marc Wilmore                  | 30. května 2017      |
| 16           | 10        | Landing the Plane  | Bezpečné přistání | Romain Bounoure a Olivier Schramm               | Michael Price                 | 30. května 2017      |

### Třetí řada (2018)
| Č. v seriálu | Č. v řadě | Původní název                 | Český název                | Režie           | Scénář                        | Premiéra na Netflixu |
| ------------ | --------- | ----------------------------- | -------------------------- | --------------- | ----------------------------- | -------------------- |
| 17           | 1         | Are You Ready for the Summer? | Jste připraveni na léto?   | Olivier Schramm | Eric Goldberg a Peter Tibbals | 30. listopadu 2018   |
| 18           | 2         | Paul Lynde to Block           | Na řadě je Paul Lynde      | Sylvain Lavoie  | David Richardson              | 30. listopadu 2018   |
| 19           | 3         | The Stinger                   | Kolík                      | Olivier Schramm | Marc Wilmore                  | 30. listopadu 2018   |
| 20           | 4         | Mr. Murphy's Wild Ride        | Divoká jízda pana Murphyho | Sylvain Lavoie  | Michael Price                 | 30. listopadu 2018   |
| 21           | 5         | Battle of the Sexes           | Bitva pohlaví              | Olivier Schramm | Emily Towers                  | 30. listopadu 2018   |
| 22           | 6         | Punch Drunk                   | Letní prázdniny            | Sylvain Lavoie  | Joe Heslinga                  | 30. listopadu 2018   |
| 23           | 7         | Summer Vacation               | Letní dovolená             | Olivier Schramm | Valeri Vaughn                 | 30. listopadu 2018   |
| 24           | 8         | It's In His Blood             | Má to v krvi               | Sylvain Lavoie  | Henry Gammill                 | 30. listopadu 2018   |
| 25           | 9         | Frank the Father              | Otec Frank                 | Olivier Schramm | Bill Burr                     | 30. listopadu 2018   |
| 26           | 10        | Bill Murphy's Night Off       | Noc Billa Murphyho         | Sylvain Lavoie  | Michael Price                 | 30. listopadu 2018   |

### Čtvrtá řada (2020)
| Č. v seriálu | Č. v řadě | Původní název         | Český název           | Režie          | Scénář                 | Premiéra na Netflixu |
| ------------ | --------- | --------------------- | --------------------- | -------------- | ---------------------- | -------------------- |
| 27           | 1         | Father Confessor      | Zpovědník             | Sylvain Lavoie | Michael Price          | 12. června 2020      |
| 28           | 2         | Nothing Is Impossible | Nic není nemožné      | Sylvain Lavoie | Henry Gammill          | 12. června 2020      |
| 29           | 3         | Bring Me A Tooth      | Přineste mi zub       | Sylvain Lavoie | David Richardson       | 12. června 2020      |
| 30           | 4         | The 'B' Word          | Slovo na „M“          | Sylvain Lavoie | Valeri Vaughn          | 12. června 2020      |
| 31           | 5         | Just Breathe          | Hlavně dýchej         | Sylvain Lavoie | Joe Heslinga           | 12. června 2020      |
| 32           | 6         | Come to Papa          | Pojď k taťkovi        | Sylvain Lavoie | Jessica Lee Williamson | 12. června 2020      |
| 33           | 7         | R is for Rosie        | R jako Rosie          | Sylvain Lavoie | Luan Thompson          | 12. června 2020      |
| 34           | 8         | Murphy & Son          | Murphy a syn          | Sylvain Lavoie | Bill Burr              | 12. června 2020      |
| 35           | 9         | Land Ho!              | Vzhůru do Clevelandu! | Sylvain Lavoie | Sam Stefaniak          | 12. června 2020      |
| 36           | 10        | Baby, Baby, Baby      | Mimčo, mimčo, mimčo   | Sylvain Lavoie | Marc Wilmore           | 12. června 2020      |

## Nominace a ocenění
| Rok  | Cena                 | Kategorie                       | Nominovaní                                                                            | Výsledek |
| ---- | -------------------- | ------------------------------- | ------------------------------------------------------------------------------------- | -------- |
| 2017 | Primetime Emmy Award | Vynikající výkon ve voice-overu | Mo Collins jako Ginny, Jimmy Fitzsimmons, Lex, Ben a Cutie Pie (Epizoda: „Pray Away“) | nominace |
| 2019 | Primetime Emmy Award | Vynikající výkon ve voice-overu | Kevin Michael Richardson jako Chauncey „Rosie“ Roosevelt (Epizoda: „The Stinger“)     | nominace |